# داون فوستر
داون فوستر (بالإنجليزية: Dawn Foster)‏ هي صحفية بريطانية، ولدت في 12 سبتمبر 1987 في نيوبورت في المملكة المتحدة.